# Bündnis Entwicklung Hilft
Das Bündnis Entwicklung Hilft – Gemeinsam für Menschen in Not e. V. ist ein Verein mit Sitz in Aachen. Neun deutsche Hilfswerke Brot für die Welt, Christoffel-Blindenmission, Deutsche Lepra- und Tuberkulosehilfe, Kindernothilfe, medico international, Misereor, Plan International, terre des hommes, Welthungerhilfe sind Mitglied des Anfang 2005 (nach dem Erdbeben im Indischen Ozean 2004) gegründeten Vereins. Assoziierte Mitglieder sind German Doctors und Oxfam Deutschland. Bei Katastrophen, unter anderem nach dem Erdbeben in Nepal 2015 oder nach dem Hurrikan Matthew, der am 4. Oktober 2016 Teile Haitis zerstörte, ruft das Bündnis zu Spenden auf. Die im Bündnis zusammenarbeitenden Organisationen leisten akute und langfristige Hilfe bei Katastrophen und in Krisengebieten. Ziel ist es, durch die Bündelung von Kräften und Ressourcen schnelle und effektive Hilfe im Katastrophenfall leisten zu können. Darüber hinaus möchte der Verein auf entwicklungspolitische Herausforderungen aufmerksam machen, eine realitätsnahe Berichterstattung über Katastrophen fördern und die Öffentlichkeit für die vielschichtigen Ursachen von Krisen und Katastrophen sensibilisieren.

## Aktivitäten im Ausland
Die Mitglieder arbeiten seit vielen Jahren mit Partnern aus den Ländern des Globalen Südens zusammen. Nach der Maxime Entwicklung hilft und ist die beste Prävention setzt sich das Bündnis nach Katastrophen für die Wiedererlangung einer eigenständigen Ernährungs- und Existenzgrundlage, den Aufbau tragfähiger Gesundheits- und Bildungsstrukturen und damit die Rückgewinnung der Selbstständigkeit betroffener Bevölkerungsgruppen ein. Größere Naturereignisse haben besonders gravierende Folgen, wenn Menschen aufgrund prekärer Lebensumstände, beispielsweise aufgrund einer unsicheren Wohnsituation, einer Ernährungsunsicherheit, einer unzureichenden medizinischen Versorgung oder fehlender Partizipationsmöglichkeiten geschwächt und schutzlos sind. Darum befasst sich das Bündnis auch mit den gesellschaftspolitischen und sozioökonomischen Bedingungen, die zu Katastrophen führen und setzt sich für Maßnahmen ein, die langfristige Veränderungen ermöglichen.

## Aktivitäten im Inland
Der Verein unterhält eine Geschäftsstelle in Berlin (Berlin-Tiergarten), die von einem hauptamtlichen Geschäftsführer geleitet wird. Die aktuelle Geschäftsführerin ist Ilona Auer-Frege (seit 2022). Zuvor führte 17 Jahre lang Peter Mucke die Geschäfte. Die Geschäfte des Vereins werden von einem Vorstand verantwortet, in dem jedes Vollmitglied einen Sitz hat. Oberstes Gremium des Vereins ist die Mitgliederversammlung, in die von den Vollmitgliedern je eine Person entsandt wird, die das jeweilige Mitglied mit Rederecht und einer Stimme vertritt. Je eine Person vertritt das jeweilige assoziierte Mitglied mit Rederecht.
Das Bündnis setzt sich kritisch mit der internationalen Entwicklungspolitik auseinander und weist auf Herausforderungen und konkreten Handlungsbedarf hin. Es folgt dem Kodex für entwicklungsbezogene Öffentlichkeitsarbeit des Verbandes Entwicklungspolitik und Humanitäre Hilfe deutscher Nichtregierungsorganisationen.

## WeltRisikoBericht
Anfänglich in Kooperation mit dem Institut für Umwelt und menschliche Sicherheit der Universität der Vereinten Nationen veröffentlicht das Bündnis seit 2011 jährlich den WeltRisikoBericht. Seit 2018 ist das Institut für Friedenssicherungsrecht und Humanitäres Völkerrecht der Ruhr-Universität Bochum (IFHV) der Kooperationspartner für die Veröffentlichung. Zentrales Element dieser Publikation ist der WeltRisikoIndex. Er stellt das Katastrophenrisiko für 181 Länder dar. Der WeltRisikoBericht versucht zu zeigen, warum extreme Naturereignisse zu Katastrophen werden, welche Hürden es in der Entwicklungszusammenarbeit zu überwinden gilt und wo eine nachhaltige Entwicklungspolitik, die auf langfristige Verbesserungen abzielt, ansetzen könnte. Durch eine interdisziplinäre Ausrichtung und die Zusammenarbeit zwischen renommierten Wissenschaftlern und Länderreferenten, Projektleitern oder anderen Mitarbeitern aus den Mitgliedsorganisationen, die über ein profundes Erfahrungswissen verfügen, können komplexe Problemfelder analysiert werden.

## Finanzierung
Verwaltungskosten und Öffentlichkeitsarbeit werden durch Beiträge der Mitgliedsorganisationen finanziert. Spenden werden zu 100 Prozent an die Mitgliedsorganisationen weitergeleitet. Die Einnahmen werden paritätisch unter den Mitgliedern aufgeteilt und für deren Projekte eingesetzt. Details zur Verwendung der Gelder veröffentlicht das Bündnis in seinem Jahresbericht, der unter anderem online veröffentlicht wird. Alle Organisationen des Bündnisses und auch das Bündnis selbst sind mit dem DZI Spenden-Siegel ausgezeichnet.
Im Rahmen großer Katastrophen, welche umfangreiche Hilfsmaßnahmen mit internationaler Unterstützung erfordern, ruft die ARD zu Spenden für Bündnis Entwicklung Hilft auf. Die Entscheidung, ob ein Spendenaufruf geschaltet wird, liegt dabei bei der Fernsehanstalt. Die Zusammenarbeit mit den öffentlich-rechtlichen Sendern findet in Kooperation und Absprache mit den beiden anderen deutschen Spendenbündnissen Aktion Deutschland Hilft und Aktionsbündnis Katastrophenhilfe statt. Hierfür haben die drei Bündnisse eine generelle Einigung im Jahr 2011 erzielt und dies in einer Vereinbarung niedergelegt. Im Rahmen dieser Einigung erhält das Bündnis Entwicklung Hilft bei einem Aufruf der ARD einen Anteil von 60 Prozent der Spendeneinnahmen.